# Ixtlahuazaca
Ixtlahuazaca är en ort i Mexiko.   Den ligger i kommunen Zapotitlán Tablas och delstaten Guerrero, i den sydöstra delen av landet, 230 km söder om huvudstaden Mexico City. Ixtlahuazaca ligger 2 464 meter över havet och antalet invånare är 266.
Terrängen runt Ixtlahuazaca är varierad. Runt Ixtlahuazaca är det ganska glesbefolkat, med 24 invånare per kvadratkilometer. Närmaste större samhälle är Malinaltepec, 17,1 km sydost om Ixtlahuazaca. I omgivningarna runt Ixtlahuazaca växer huvudsakligen savannskog.